# 玉蜓公园
39°52′21″N 116°24′55″E / 39.8725169°N 116.4151426°E
玉蜓公园，位于北京市东城区永定门东滨河路17号。

## 简介
玉蜓公园位于景泰桥以东，玉蜓桥以西，南护城河以南，铁路以北。此处原为北京市规模最大的玉蜓花鸟市场，为整治铁路沿线环境，2002年7月建成玉蜓公园。玉蜓公园总占地面积达到3.3万平方米。公园西部有占地面积2600平方米的奥运露天剧场；东部有占地面积2200平方米的绿荫休闲广场，有多组雕塑小品点缀。2004年，玉蜓公园被评为北京市精品公园。
玉蜓公园受2007年初成立的永定门地区公园管理处管理，该管理处同时还管理永定门公园（东城园区）、永定门城楼南北广场、二十四节气公园。